# Хе Бин
Хе Бин, упоминается также как Хо Бин (1913 год, Корея — после 1960 года, КНДР) — северокорейский государственный и партийный деятель. Член ЦК Трудовой партии Кореи (1956—1959). Посол КНДР в Польше (февраль — декабрь 1958).

## Биография
Родился в 1913 году в Корее. В 1919 году вместе с родителями эмигрировал на российский Дальний Восток. Трудился в одном из местных колхозов. Позднее обучался в Корейском педагогическом институте в Ворошилове. В 1937 году депортирован в Казахскую ССР. Продолжил своё образование в педагогическом институте в Кзыл-Орде, который окончил в 1939 году.
В конце 1946 года командирован в Северную Корею по постановлению Политбюро ЦК ВКП(б) от 10 октября 1946 года для организации государственных северокорейских структур. В 1946 году вступил в Трудовую партию Кореи. До 1950 года — директор педагогического института в Синыйджу. В сентябре 1950 года назначен руководителем партийной организации провинции Пхёнан-Пукто. Руководил городским хозяйством Синыйджу и его восстановлением после американской бомбардировки 8 ноября 1950 года, когда на город был сброшено около 584 тонн бомб. За успешное восстановление городской инфраструктуры Синыйджу был награждён в сентябре 1951 года Орденом Государственного флага 1-й степени.
С 1954 года — руководитель партийной организации провинции Хванхэ-Пукто. В 1956 году в составе делегации Трудовой партии Кореи посетил XX съезд КПСС. В апреле 1956 году избран в состав ЦК ТПК.
С февраля 1958 года — посол в Польской Народной республике. В декабре 1958 года отозван в Пхеньян и отстранён от должности посла. Трудился руководителем партийной организации на одном из заводов города Чхонджин. В июне 1959 года исключён из состава ЦК ТПК. В 1960 году арестован и репрессирован.